# Compendio foral de la provincia de Álava
Compendio foral de la provincia de Álava es un libro escrito por Ramón Ortiz de Zárate, publicado por primera vez en 1858.

## Descripción

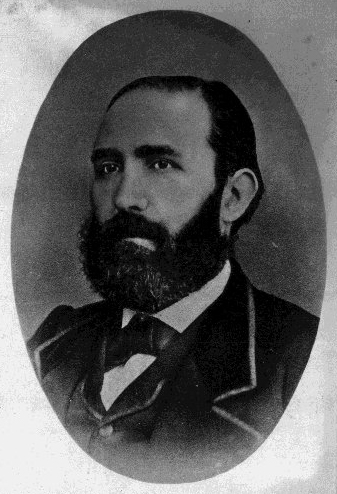
El autor, Ramón Ortiz de Zárate

El libro lo imprimió por primera vez en 1858 Juan Eustaquio Delmas, del que se especifica en las primeras páginas que era «impresor y litógrafo de la Diputación de Vizcaya». Ortiz de Zárate firma la dedicatoria el 20 de febrero de ese año. En 1867, en la Imprenta, Litografía y Librería de Ignacio de Egaña, sita en Vitoria, se imprimiría una segunda edición.
La obra, que el propio autor define como «una tarea superior a [sus] fuerzas», pretende encerrar «todo lo mas importante de nuestros venerandos fueros, buenos usos y costumbres», de tal forma que, «desde que los niños aprendan á leer en nuestras escuelas, tengan una guia que les desmarque y enseñe los diferentes senderos de nuestra administracion foral». «A la M. N. y M. L. provincia de Alava, en cuyo territorio nací, dedico este pobre trabajo en prueba del acendrado amor que profeso á mi pais y á las instituciones que, desde los mas remotos siglos, han labrado su felicidad y han formado un pueblo laborioso, sóbrio, leal, valiente y lleno de virtudes, en este apartado rincon de la monarquia española», escribe en la dedicatoria que se incluye al comienzo del libro.
Se embarca luego el autor en una descripción general de la provincia de Álava, con información geográfica y demográfica, así como etimológica. Analiza después las diferentes formas de gobierno que han regido sobre el territorio, la función de la diputación foral y la situación del régimen foral. Elabora, asimismo, una relación de cuadrillas, procuradores, alcaldes, ayuntamientos, concejos y cárceles. «Nuestros lectores se habrán admirado, como nos admiramos nosotros, de la sencillez, armonia y solidez que se advierte en las partes y en el conjunto de esta máquina, que lleva funcinando siglos y siglos, sin el menor quebranto», asevera Ortiz de Zárate, férreo defensor de los fueros, en el apartado de conclusiones.